# Chiloglanis bifurcus
Chiloglanis bifurcus é uma espécie de peixe da família Mochokidae.
É endémica da África do Sul.